# 盧巴人
盧巴人(Luba people)，又稱巴盧巴人(Baluba)，是中非班圖人中的一支，也是剛果民主共和國中人口最多的民族。

## 民族分布、人口、語言

### 民族分佈

加丹加省

盧巴人的居住地分布在當代剛果民主共和國的首都金夏沙市、加丹加省、開賽省、馬涅馬省。 

### 人口
盧巴人的總人口有1300萬人。分成三個支系，分別是:
- 加丹加(Katanga)的盧巴-山卡基人(Luba-Shankaji)
- 開賽(Kasai)的盧巴-班博人(Luba-Bambo)、
- 加丹加北部和基伏南部的盧巴-漢巴人( Luba-Hemba)。

### 語言
盧巴人使用班圖語支中的盧巴加丹加語(又稱盧巴沙巴語)、盧巴開賽語、漢巴語、斯瓦西里語。
1. 盧巴加丹加語使用人口有1,510,000人(1991年)。
2. 盧巴開賽語使用人口有6,300,000人(1991年)。
3. 漢巴語使用人口有181,000人(2000年)。

語言系譜
- 尼日-剛果語系(Niger-Congo)
  - 大西洋-剛果語族(Atlantic-Congo)
    - 貝努埃-剛果語支(Benue-Congo)
      - 類班圖下語支(Bantoid)     
        - 南類班圖語支(Southern Bantoid)
          - 班圖語支(Bantu)
            - 盧班語支(Luban)
              - 盧巴語(Luba languages)
                - 盧巴語(luba)
                  - 盧巴加丹加語(luba-katanga)
                  - 盧巴開賽語(luba-kasai)
                  - 漢巴語(hemba)

## 地理環境
盧巴人居住的金夏沙市及其以南地帶每年六月到九月是乾季，氣候也很涼爽；每年十月到第二年二月是小雨季，三月到五月是大雨季，雨量甚豐，年雨量可達2000公釐。
盧巴有豐富的天然資源，如黃金，象牙，銅，乳香和烏木。

## 歷史沿革
| 時間                   | 事件 |
| ---------------------- | --- |
| 西元前5世紀            | 在烏彭巴盆地，也就是今剛果民主共和國東南部地區的卡丹加(Katanga)，一個氏族社會開始沿烏朋巴湖與加丹加的盧阿拉巴河兩岸發展。此文明被稱為烏彭巴，最終演變成盧巴帝國（Kingdom of Luba）以及隆達王國（Kingdom of Lunda）。而烏朋巴文明中的盧巴帝國即現代盧巴人的始祖。 盧巴人居住在在烏彭巴盆地的大沼澤中，必須合作建造及維護堤防與排水溝。而這些合作建設的也能當成捕魚的水壩使的盧巴人能在漫長的汗季有魚獲。 |
| 西元6世紀              | 盧巴人開始進行製鐵的工作並以其貿易換取鹽、棕櫚油、魚乾。他們也用這些產品來換取銅、木炭（用來煉鐵）、玻璃珠、鐵和印度洋的貝殼。 |
| 西元1500年左右(或更早) | 盧巴王國 盧巴人開始合併成一個單一的、統一的國家，由在神權控管下的國王(mulopwe)統治。國王(mulopwe)是從balopwe(一個在人類、神靈、祖先間做為仲裁媒介的團體)選出。 而國王(mulopwe)有三種權力: 1. 從僧侶政治組織的領導者至地方的村長都在他的統領範圍內。 2. 他從地方的酋長蒐集供品，重新分配給忠實追隨者。實際上這種朝貢制度意味著貿易網絡是被國家所控制。 3. Mulopwe擁有著顯著的精神威望。他是Bambudye (或 Mbudye)祕密團體的首領。Bambudye 團體中包含男女，超越血族關係並使整個王國緊密的結合。Bambudye的「Mbudye(歷史書寫者，Men of Memory)」保存部落的口傳歷史。 盧巴堅實的王權禮制使其能夠在中非地區被其他民族(隆打人(Lunda)、羅子人(Lozi))修改沿用。 盧巴王國經歷以下幾個時期: - 孔戈洛時期(Nkongolo) - 姆比利登時期(1585年-18世紀晚期) - 恩貢貝時期(1785-1805年) - 盧巴王國消逝後期             |
| 西元1585年             | 盧巴人迅速的擴張，並確保控制了銅礦、漁獲、棕櫚油的種植。 |
| 西元1700年後           | 盧巴人引進玉米及木薯，這些新作物使的人口大量增加，並刺激經濟增長。王權也因此增長。 |
| 西元1885年             | 剛果自由邦時代 |
| 西元1908–1960年        | 比利時殖民地時期 儘管比利時最初不願意，迫於國際壓力（尤其是來自英國），最終接管了從比利時國王殖民地的自由邦。從此，它被稱為比利時屬剛果殖民地，在比利時政府的統治下直到1960年。 在二次世界大戰後，剛果民族意識普遍覺醒，民族運動逐漸醞釀，越來越多的民族主義運動在剛果開始進行，包括由盧蒙巴領導的剛果民族運動黨或其他民族主義黨贏得了議會選舉，並任命盧蒙巴為總理。歐洲議會選舉約瑟夫聯盟德巴孔（ABAKO）任主席黨卡薩武布。其他政黨出現的問題包括的Parti Solidaire非公司（簡稱PSA）安托萬基贊加的領導下，民族黨和人民商店（或PNP）阿爾伯特德爾沃和Laurent Mbariko領導，開始獨立之路。在加丹加省（由莫伊茲沖伯領導）和南非開賽從事分裂鬥爭中的新的領導班子。大多數留下的10萬歐洲人在獨立後逃離該國，開闢了道路為剛果獨立的行動，以取代歐洲的軍事和行政精英的統治。最終在1960年6月30日取得了獨立。 |

## 社會、家庭與婚姻

### 社會
盧巴是父系社會，在產權繼承、獲得公民權的都是經由父方系譜的認定。

### 家庭
在盧巴的社會中，家庭是合法性、社會認可、地位、身份和認同的根源。
盧巴人的孩子會在母親的身邊被保護直到2歲左右，直到7~8歲開始會跟其他青年人一起玩，但仍然會在他們的母親附近。
8~10歲，在玩遊戲時懲處變的明顯，男女的角色分別也更清楚。
從前在乾季時，孩童會建造一個模擬的村莊來模仿大人的生活。而開始接受教育後，玩樂與競賽的時光就会减少。
女孩在7~8歲開始學習做家事。在開始成為女性(butanta)前，女孩子在青春期前有一段長期的獨自的時光。而隔年開始就要進行紋身及性器官的處理。

### 婚姻
盧巴人實行一夫多妻制，選擇妻子的條件不能是來自任何自我的祖父母的譜系，也不能有共同的曾祖，亦不能是姻親的近親。
一般而言婚姻的對象要經由父母認可，若父母不認可就不可以結婚。然而若是情侶遭到父母反對而一起私奔、並有過性行為後再回到村莊，這樁婚姻就必須被承認。
當女性接受男性的求婚後，她會邀請男方與自己的家人見面並支付嫁妝。之後女方家長會邀請己方與男方的所有親戚氏族在安排好的日子相見，當天女方父親會問女兒她是否贊同這樁婚事。一般而言的答案都是肯定的。男方與其家人會展示聘金，聘金中通常包含給女方父母的錢、衣物、鞋子、兩隻山羊(一隻羊給女方母親像徵新娘的貞潔)、飲料、與其他附屬物品。在過去如果新娘在婚前已無貞潔之身就不能收取山羊，但現代就不會對這點強制實行。
婚後的盧巴女性從父居(patrilocal)，而第一任妻子在妻妾中地位最高。
盧巴人也實行收繼婚制:娶寡嫂和娶姨。
娶寡嫂是一個男人娶了過世兄弟的妻子，取姨是男人娶亡妻的妹妹。目的是為了不讓孩童在幼年時經歷家庭的破碎。

## 生活與產業
盧巴人聚居在小村莊，房屋的形式是矩形、並面對一條街道建蓋。

### 農耕
其傳統農耕方式是刀耕火種、並依賴河岸的肥沃土壤耕作，但在某幾個季節填的仍必須休耕。
主要的作物是玉米、木薯，其他作物產量較少，例如:地瓜、花生、洋蔥、豆類、菸草、芝麻。粟及高粱則是拿來釀啤酒。

### 狩獵與畜牧
盧巴人會在環繞灌木林的山坡狩獵與捕魚。並在乾季結束前，放火燒莽原來集體狩獵。
此外，盧巴人也會飼養棉羊、山羊、豬、家禽，在特殊場合宰殺食用。他們也飼養狗，用於打獵。

## 信仰與節日
盧巴人的信仰中包含造物主Shakapanga的傳說、生死與來世、以及衡量每個人死後是否能進入祖靈的世界的道德觀。
盧巴傳統信仰的核心理念在於bumuntu,意思是做為一個真正的人，其重點在於要有善良的心(mucima muyampe)與自尊(buleme)。bumuntu是人類生存的理想目標，相同的理念也用於國家治理與信仰。

### 神祇
盧巴傳統信仰中最重要的兩個神:雷薩(Leza)、宓奇希(mikishi)是大地之神，負責掌管狩獵與漁獲的豐饒。
在人類的世界中與神靈相關的職業:kitobo或nsengha是祭司、nganga是巫醫、mfwintshi是巫師或巫婆(是屬於惡靈方面不好的巫師)。

### 宗教儀式
宗教儀式包括禱告、讚美歌曲、舞蹈、祭祀、祭品、奠酒，和清洗或成年禮等的各種禮儀。
通常除了禱告以外，盧巴人也透過解夢與占卜(luboko)來請示祖靈與預知不幸。
Bilumbu是占卜師，在占卜時做為精神的媒介，藉由進入神遊恍惚狀態來凝視放置祭祀對象的mboko(神聖的籃子或葫蘆)，從中得到神諭。

### Mbudye
Mbudye是負責引領統治者及官員了解盧巴深奧知識的媒介之人。他會透過一個四階段的儀式，詳細講述盧巴王權的起源。在第三個階段中，會以壁畫來講解盧巴人的聖地及精神所在地。在這一階段，會在官員的眼睛周圍塗上一圈白線，像徵被精神加持並成為一位明察秋毫的人。但唯有通過最後一階段，透過盧卡莎(Lukasa)才能完全的了解掌握盧巴王室的戒律和禁忌。
通過這個儀式，得以確定國王對盧巴王室的知識有全盤的了解，若是違犯了其中的戒律，Mbudye有權力將其王位拔除。

### 盧巴人的創世神話
在盧巴人的創世神話中，創造世界的是一位叫做Kabezya-Mpungu的神。他決定在創世之後變成隱形的，並在平衡雨、太陽、月亮、黑暗後，神決定離去。而當時的第一個人類並不擁有心臟。為了讓另外一個看得見的神能代替他的職位，他派來了神mutshima (也就是心臟的意思)，神Kabezya-Mpungu說:「我不希望人類能看的見我，我希望變回我自己，因此我送了Mutshima來…」說完就消失了。
因此神mutshima(心臟)就出現了，被裝在一個小如掌心大小的器皿裡。mutshima向太陽、月亮、黑暗、雨哭訴:「Kabezya-Mpungu!我們的父親!他在哪裡?」
「父親不見了，我們也不知道他去哪了。」
「噢!我多想見到他!多想和他說話!既然我見不到他，我就要躲進這個人類身體裡，我會在裡面思考一代又一代。」
從此之後，人類就擁有了Mutshima，也就是心臟。

## 藝術與文學

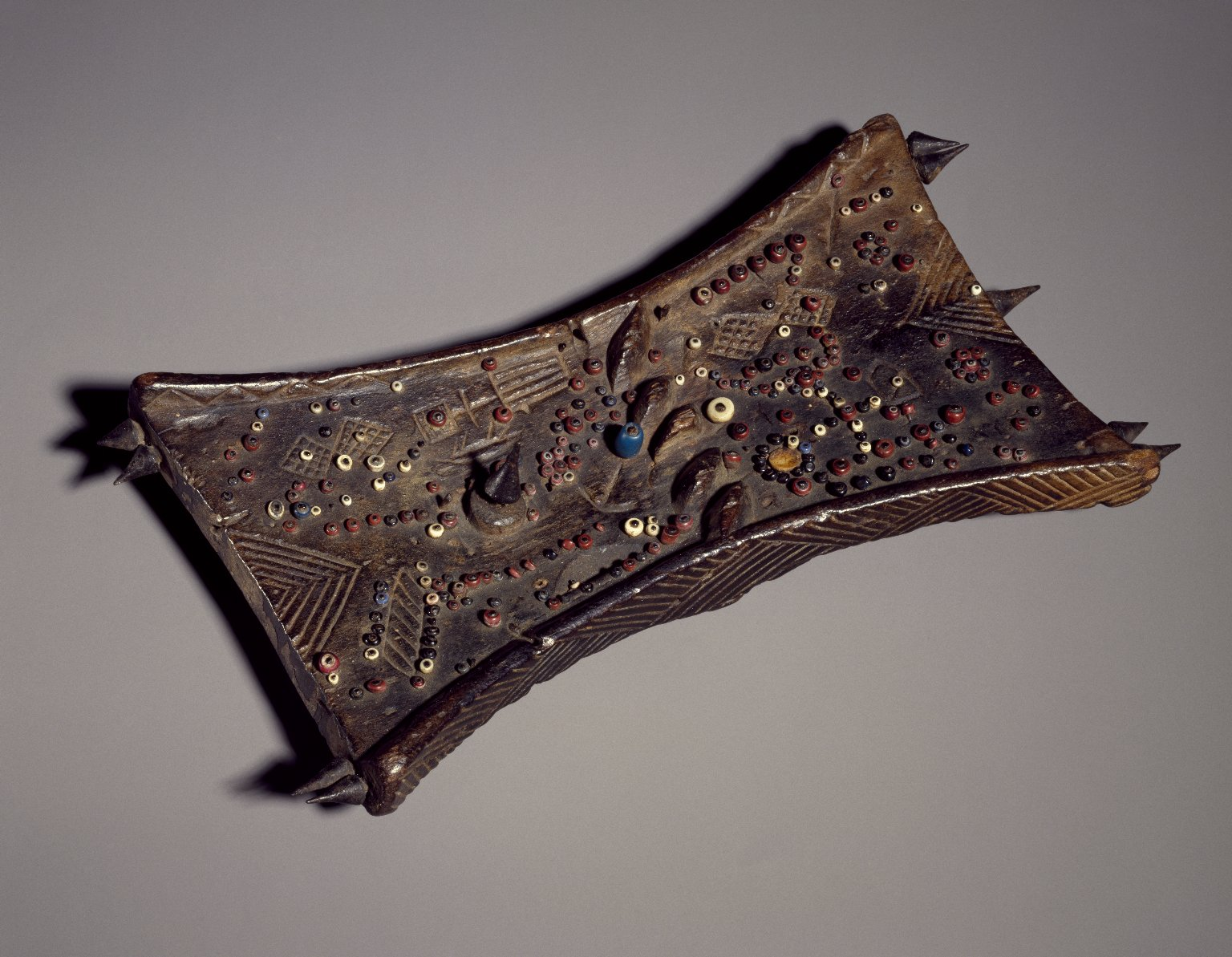
盧卡莎，布魯克林博物館蒐藏。

### 盧卡莎(Lukasa)
秘密團體Bambudye有一個重要的記事雕版「盧卡莎(Lukasa)」，是用來幫助他們記下盧巴人的歷史和宗教祭儀。

盧卡莎起源於盧巴帝國時期，其製作方式是將彩色的珠子吉貝殼鑲嵌到有刻痕的木板，而唯有歷史書寫者Mbudye(men of memory)可以製做盧卡莎。 

### 木雕
盧巴人的木雕多以女性為題材，在盧巴的文化中，女性的身體被視為一種精神的力量保護支持著神聖的王權。

有著細緻圖騰點綴的皮膚、和裝飾精細髮形的女性雕刻，也代表盧巴社會中對高度文明的理想化表現。

### 卡薩拉（kasala）
卡薩拉(kasala)英雄讚美詩可以是一首長詩，列出的人、血緣、氏族、部落、河流等的名字。

用於讚美一個人，不論那人是死是活、出名與否；亦可講述祖先的榮耀、氏族間戰爭的歷史、一群人的勇氣，或者純粹提醒聽眾勿忘他們的前人。

盧巴語言藝術奠基於卡薩拉的傳統之上，有關伊倫加·卡拉拉的敘事詩已成了一項重要的藝術作品。

## 著名人士
- Jean Bonheur KONGOLO PANDE,politician
- Zakarie Bababaswe
- Emmanuel Kabasubabu Balenga, politician
- Kalala Ilunga
- Paul H. B. Kabaidi wa Kabaidi
- Laurent Desire Kabila
- Joseph Kabila Kabange
- Mwenze Kongolo
- Jacques Kabongo
- Damas Kabulo
- Kabulo Mwana Kabulo, journalist
- Grand Kalle, musician
- Pepe Kalle/ Kabasele Ya Mpania, musician
- Albert Kalonji
- Bill Clinton Kalonji（法语：Bill Clinton Kalonji）, musician
- Nico Kasanda, musician
- Oscar Kashala, politician
- Kyungu wa Kumwanza
- Mulumba Lukoji（法语：Mulumba Lukoji）
- François Matete Massanka (Massanka Industries, TransM LLC)
- Jean-Claude Masangu Mulongo（法语：Jean-Claude Masangu Mulongo）
- Dikembe Mutombo, NBA basketball player
- Dieudonné Kayembe Mbandakulu
- JB Mpiana（法语：JB Mpiana）, musician
- Tshala Muana, musician
- Déesse Mukangi, singer
- Ndaye Mulamba, former association football midfielder from the Democratic Republic of the Congo
- Jean Kalala N'Tumba, football player
- Emanuel Ndaye
- Kasweshi Fridolin
- Kisula Ngoy
- Daniel Ngoyi Mulunda（法语：Daniel Ngoyi Mulunda）
- Jonas Mukamba Kadiata Nzemba
- John Numbi
- Jason Sendwe
- Danny King, musician
- Paul Lomami Tshibamba（法语：Paul Lomami Tshibamba）, writer
- Pie Tshibanda（法语：Pie Tshibanda）, writer
- Gilbert Tshiongo Tshibinkubula wa Ntumba
- Marie Claude Tshimanika Kabeya
- Étienne Tshisekedi
- Évariste Kimba
- Kibasa Maliba
- Moise Tshombe